# Skai Jackson
Skai Jackson, född 8 april 2002 i New York, är en amerikansk barnskådespelerska. Hon är mest känd för rollen som Zuri Ross i Jessie.

## Film
- Liberty Kid
- Rescue Me
- The Rebound
- Arthur
- The Smurfs
- G.I. Joe: Retaliation
- My Dad's a Soccer Mom

## TV
- Team Umizoomi
- Royal Pains
- Boardwalk Empire
- Bubble Guppies
- Dora the Explorer
- Jessie
- Austin och Ally
- Lycka till Charlie
- The Watsons Go to Birmingham
- Ultimate Spider-Man
- Jessie's Aloha-holidays with Parker and Joey
- Bunk'd
- K.C. Undercover